# Cavaso del Tomba
Cavaso del Tomba é uma comuna italiana da região do Vêneto, província de Treviso, com cerca de 2.675 habitantes. Estende-se por uma área de 18 km², tendo uma densidade populacional de 149 hab/km². Faz fronteira com Alano di Piave (BL), Castelcucco, Monfumo, Pederobba, Possagno.

## Demografia
| Variação demográfica do município entre 1861 e 2011                               |
|                                                                                   |
| Fonte: Istituto Nazionale di Statistica (ISTAT) - Elaboração gráfica da Wikipedia |